# أندريه فرانسوا (رسام)
أندريه فرانسوا (بالفرنسية: André François)‏ هو نحات ورسام فرنسي، ولد في 9 نوفمبر 1915 في تيميشوارا في رومانيا، وتوفي في 11 أبريل 2005 في Grisy-les-Plâtres ‏ في فرنسا.